# لويس غولدينج أرنولد
لويس غولدينج أرنولد (بالإنجليزية: Lewis Golding Arnold)‏ هو ضابط أمريكي، ولد في 15 يناير 1817 في بيرث أمبوي في الولايات المتحدة، وتوفي في 22 سبتمبر 1871 في بوسطن في الولايات المتحدة..ظهر اسمه في الصفحة الاخيرة من المجلد 1132 من مانغا ونبيس